# Polly Platt
Polly Platt, geboren als Mary Marr Platt (* 29. Januar 1939 in Fort Sheridan, Lake County, Illinois; † 27. Juli 2011 in Brooklyn), war eine US-amerikanische Filmproduzentin, Kostümbildnerin, Szenenbildnerin und Drehbuchautorin.

## Leben
Polly Platt wurde 1939 als Tochter des holländischen Obersts John Platt und der US-amerikanischen Werbemanagerin Vivian Abigail Marr geboren. Das Paar hatte noch einen Sohn, Jack. Als Platt sechs Jahre alt war, zog die Familie nach Deutschland, da ihr Vater ein Richteramt bei den Dachauer Prozessen antrat. Bei einem Theaterbesuch mit zehn Jahren entwickelte Platt Interesse für ihren zukünftigen Beruf als Production Designer. Später absolvierte sie ein Kunststudium am Carnegie Institute of Technology in Pittsburgh.
1960 heiratete Platt Philip Klein, der acht Monate später bei einem Autounfall ums Leben kam. Sie trat eine Stelle als Kostümdesignerin in New York City an und lernte dort ihren zweiten Ehemann Peter Bogdanovich kennen. Sie heirateten 1962 und bekamen zwei Töchter, Antonia (* um 1967) und Alexandra (* 1970). Sie arbeiteten gemeinsam an mehreren Filmen wie Die letzte Vorstellung und Paper Moon, wobei Platt als Production Designer geführt wurde, aber in bedeutendem Umfang an der Regie beteiligt war. Während der Dreharbeiten zu Die letzte Vorstellung begann Bogdanovich eine Affäre mit der Schauspielerin Cybill Shepherd. 1971 ließen sich Platt und Bogdanovich scheiden, ihre berufliche Zusammenarbeit überdauerte jedoch die Trennung um zwei Jahre.
Nach der Fertigstellung von Paper Moon (1973) trennten sich die Wege von Platt und Bogdanovich. Für Platt bedeutete es zunächst eine Umstellung, mit einem Regisseur zusammenzuarbeiten, zu dem sie ein weniger vertrauensvolles Verhältnis hatte. So verließ sie 1975 wegen kreativer Differenzen mit Mike Nichols das Produktionsteam der Krimikomödie Mitgiftjäger. Es folgten erfolgreiche Arbeiten als Production Designer bei Filmen wie Die Bären sind los und auch als Drehbuchautorin, z. B. für Pretty Baby. 1984 wurde Platt mit dem Drama Zeit der Zärtlichkeit für einen Oscar in der Kategorie Bestes Szenenbild nominiert.
1985 wurde Platt Executive Vice President bei der Produktionsfirma Gracie Films, für die sie Filme wie Teen Lover und Geht’s hier nach Hollywood? produzierte. In Teen Lover hatte sie zudem einen kurzen Auftritt als Darstellerin. Das Drehbuch für Unschuldig verfolgt brachte Platt 1999 eine Nominierung bei den Satellite Awards ein.
Platt war der erste weibliche Artdirector in der 1937 gegründeten US-amerikanischen Künstlergewerkschaft Art Directors Guild und eine der wenigen Frauen, die in den 1970ern hinter der Kamera arbeiteten. Ihre abwechslungsreiche Karriere als Production Designer, Produzentin und Drehbuchautorin kommentierte sie mit „I call myself a confused careerist“.
Polly Platt starb im Alter von 72 Jahren an Amyotropher Lateralsklerose in ihrer Wohnung in Brooklyn. Ihr dritter Ehemann, Tony Wade, war bereits 1985 verstorben.

## Filmografie
- 1966: Die wilden Engel (The Wild Angels)
- 1968: Bewegliche Ziele (Targets)
- 1969: Target: Harry
- 1971: Die letzte Vorstellung (The Last Picture Show)
- 1972: Is’ was, Doc? (What's Up, Doc?)
- 1973: Webster ist nicht zu fassen (The Thief Who Came to Dinner)
- 1973: Paper Moon
- 1974: Diebe wie wir (Thieves Like Us)
- 1976: Die Bären sind los (The Bad News Bears)
- 1976: A Star Is Born
- 1978: Pretty Baby
- 1979: Good Luck, Miss Wyckoff
- 1982: Küss mich, Doc (Young Doctors in Love)
- 1983: Der Mann mit zwei Gehirnen (The Man with Two Brains)
- 1983: Zeit der Zärtlichkeit (Terms of Endearment)
- 1986: Die Trennung (Between Two Women)
- 1987: Nachrichtenfieber – Broadcast News (Broadcast News)
- 1987: Die Hexen von Eastwick (The Witches of Eastwick)
- 1989: Teen Lover (Say Anything...)
- 1989: Der Rosenkrieg (The War of the Roses)
- 1994: Geht’s hier nach Hollywood? (I’ll Do Anything)
- 1995: Lieberman in Love
- 1996: Durchgeknallt (Bottle Rocket)
- 1996: Jahre der Zärtlichkeit – Die Geschichte geht weiter (The Evening Star)
- 1999: Unschuldig verfolgt (A Map of the World)
- 1999: Sugar Town
- 2000: The Girl in the Picture
- 2007: Muertas
- 2007: Have Dreams, Will Travel
- 2011: Ufos, Sex und Monster – Das wilde Kino des Roger Corman (Corman’s World: Exploits of a Hollywood Rebel)